# Scotia-Bogen

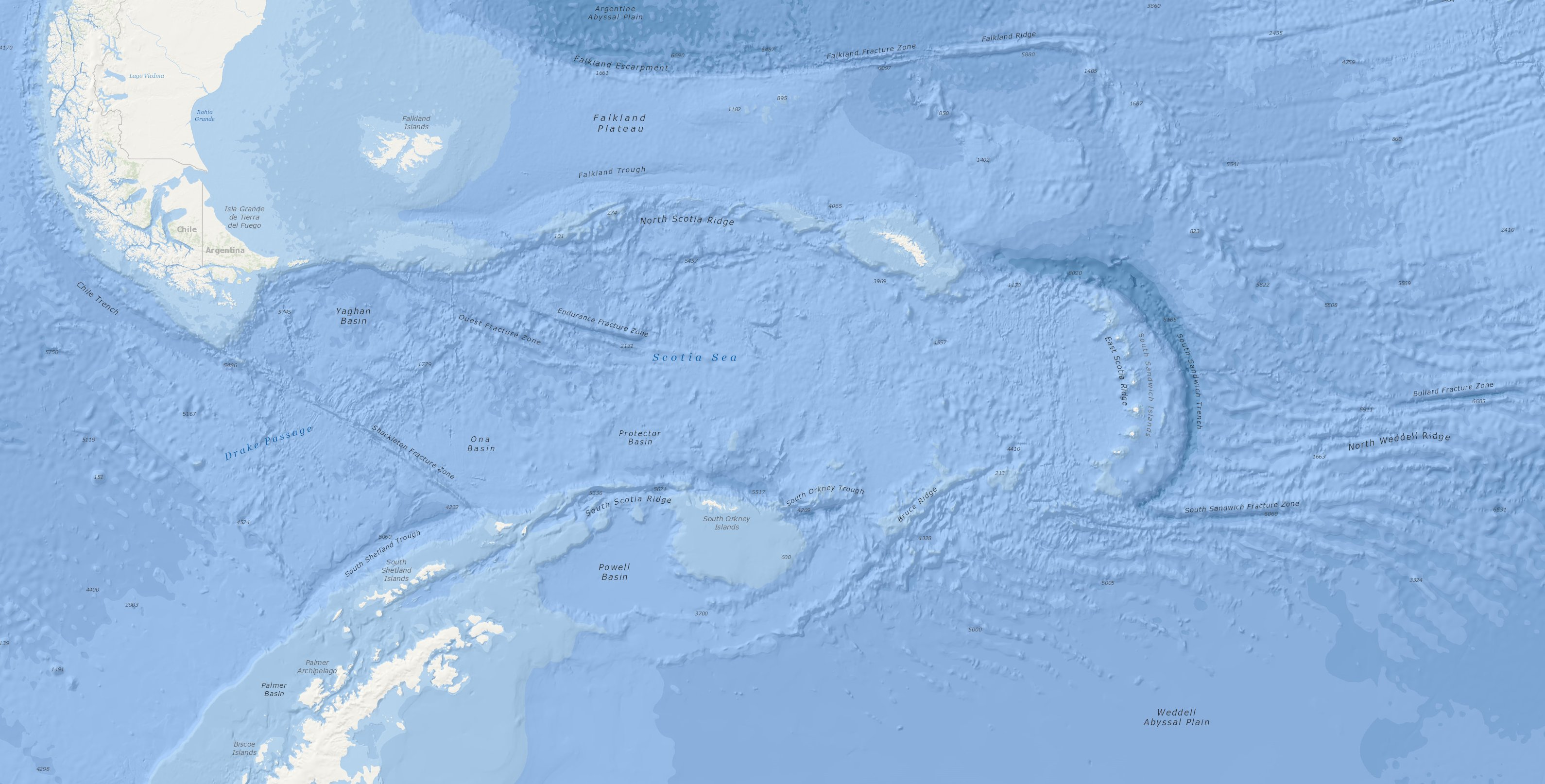
Bathymetrische Karte des Scotia-Bogens

Der Scotia-Bogen (Scotia Arc) ist ein Inselbogensystem, der eine diskontinuierliche Verbindung zwischen der heutigen Südamerikanischen Platte und der Antarktischen Halbinsel darstellt. Überdeckt wird er von der Scotiasee (Scotia Sea) und bildet eine Barriere für den Wasseraustausch zwischen dem Pazifik und dem Atlantik und damit für den Antarktischen Zirkumpolarstrom.
Der Scotia-Bogen besteht im Wesentlichen aus einer sich nach Osten schließenden Schleife von Gebirgen und lokal auftauchenden submarinen Ozeanrücken, die sich von dem südlichsten Patagonien um den vulkanisch aktiven Vulkanbogen der Sandwichplatte bis zur Bransfieldstraße zwischen der Shetlandplatte und der Antarktischen Halbinsel erstreckt. In seinem Zentrum befindet sich die Scotia-Platte (Scotia Plate).
Teile des Scotia-Bogens bestehen aus kontinentalen Fragmenten, die einst eine Landbrücke zwischen den damaligen Landmassen von Südamerika und der Antarktischen Halbinsel bildeten. Diese Landbrücke war Teil des gondwanischen Subduktionsrandes, der sich etwa von Australien über Zealandia, Antarktika bis hin zum südamerikanischen Patagonien erstreckte. An diesen subduzierte ab dem Perm die Phoenix-Platte (siehe auch → Geologie der Antarktischen Halbinsel).
Die geodynamische Evolution des Scotia-Bogens kann bis ins frühe Eozän um 52 mya zurückverfolgt werden. Zu diesem Zeitraum waren das südamerikanische Patagonien und die Antarktische Halbinsel noch mit einer Landbrücke verbunden. Ab 50 mya begann sich die Südamerikanische Platte von der Antarktischen Platte zu entfernen, und die Landbrücke zerfiel während mehrerer tektonischer Phasen. Um 1,7 mya hatte sich der Scotia-Bogen weitgehend konsolidiert.
Hinweis: Sofern nicht anders vermerkt, beziehen sich die Bezeichnungen der geologischen Strukturen und Merkmale auf die jeweils behandelten Zeiträume. Diese unterscheiden sich in der Regel von den heutigen Ausformungen.

## Tektonische Geochronologie
Die tektonische Entwicklung des Scotia-Bogens hängt mit der fortschreitenden Öffnung des Weddellmeer-Riftsystems und den dadurch verursachten  Kontinentalplattenverschiebungen zusammen. Sie ist eng verbunden mit der Öffnung der Drakestraße.

Beginnende Spreizung der West Scotia Ridge und nachfolgende Ausbildung des Antarktischen Zirkumpolarstroms

Vor 52 Millionen Jahren (my) bestand eine Landbrücke zwischen dem südlichen Patagonien und der nördlichen Spitze der Antarktischen Halbinsel aus einer dichten Ansammlung von kontinentalen Fragmenten. Die Landbrücke trennte den damaligen Südpazifik vom Südatlantik. Während der folgenden tektonischen Entwicklung wurden die Krustenfragmente infolge von Blattverschiebungen entlang der nördlichen und südlichen Transformstörungen an der Scotia-Platte ostwärts verschoben. Dadurch bildete sich eine Abfolge von meist submarinen Erhebungen (Bank) und Becken (Basin) aus. Die Mikrokontinente der Südlichen Sandwichinseln und der Südlichen Orkneyinseln erheben sich jedoch über den Meeresspiegel.
Ab ca. 50 mya dehnte sich die Landbrücke infolge beginnender Bewegung von Südamerika in einer WNW-OSO-Richtung. Die absinkenden Kontinentalschelfgebiete wurden überflutet. Spreizungen und Absenkungen der Krusten traten innerhalb eines Intervalls von 50 bis 34 mya auf, als Reaktion auf eine 240 km in WO- und 100 km in NS-Richtung erfolgte Bewegung Südamerikas relativ zur Antarktischen Halbinsel. Die Spreizungen begannen ab 41 mya im Dove Basin und im Powell Basin und waren um 37 mya abgeschlossen. Ein zweiter Pfad öffnete sich zwischen dem Powell Basin und dem Weddellmeer.
Die beginnende Spreizung der West Scotia Ridge führte zwischen 34 und 30 mya zu bedeutenden Änderungen in den Öffnungen zwischen den Krustenfragmenten. Zum ersten Mal wurde ein durchgehender 1000 bis 3000 m mitteltiefer Kanal durch die Scotiasee über die neuen Ozeanrückensysteme im westlichen und zentralen Teil der Scotia-Platte geschaffen. Das Protector Basin war fast vollständig geöffnet und bot einen alternativen Tiefseepfad, bis die Ausbreitung an der West Scotia Ridge etabliert wurde. Das Weddellmeer hatte Zutritt in diese Bereiche. Zu diesem Zeitpunkt war auch eine tiefe Verbindung zur Tasmanian Passage hergestellt, so dass ein vollständiger zirkumpolarer Tiefenpfad existierte, der die Entwicklung zirkumpolarer Fronten, wie der Antarktischen Polarfront und eines Antarktischen Zirkumpolarstroms, ermöglichte.
Um 20 mya war die Spreizung in der westlichen Scotiasee gut etabliert, und ein Tiefwasserpfad existierte von der Shackleton Fracture Zone bis zu Bereichen nördlich und südlich der Südlichen Orkneyinseln. Diese änderten zwischen 23 und 20,7 mya ihre Bewegung von Nordsüd zu Westost relativ zu Südamerika, nachdem sie infolge von Blattverschiebungen ostwärts verschoben wurden.

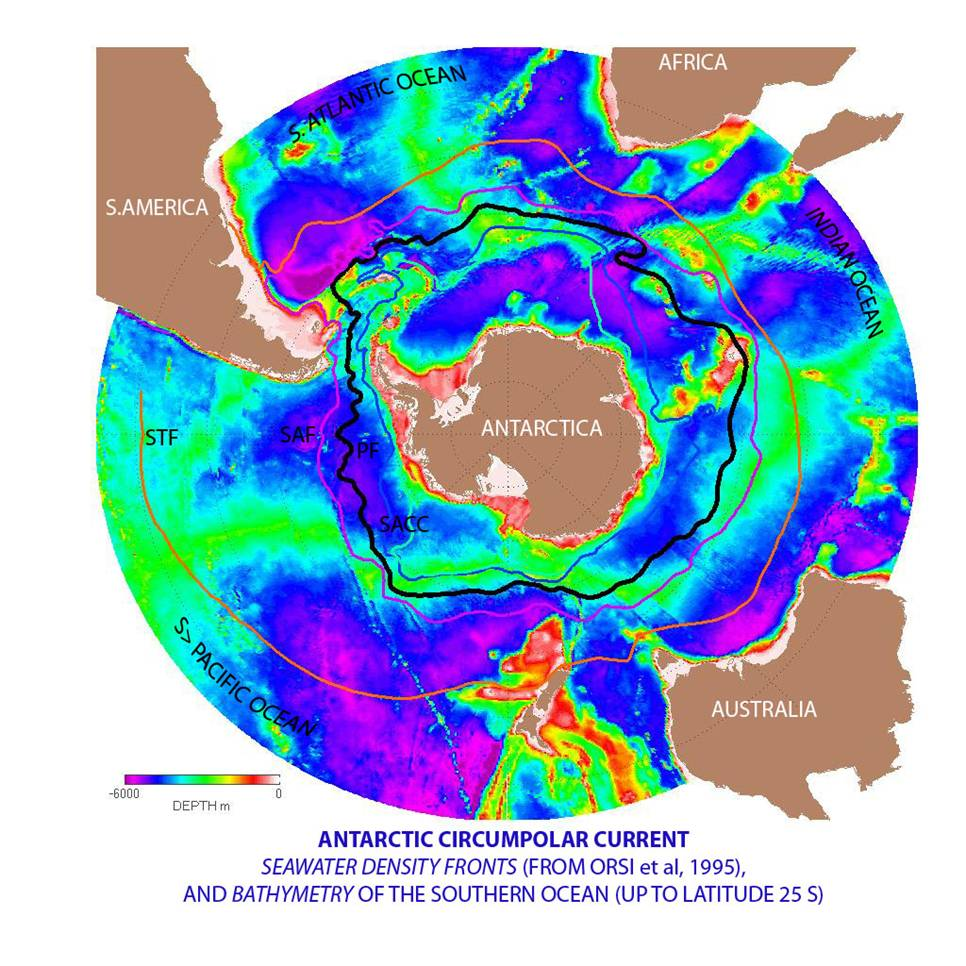
Lage des Antarktischen Zirkumpolarstroms

Nach einer abrupten Verringerung der Spreizungsraten in der westlichen und zentralen Scotia-Platte bildete sich zwischen 17 und 16 mya an der West Scotia Ridge ein tiefer Längstrough, der den Kurs der Antarktischen Polarfront und des Antarktischen Zirkumpolarstroms in Richtung der neu eröffneten Shag Rocks-Passage zu lenken begann.
Mit der Öffnung der Drakestraße und der zeitäquivalenten Öffnung der Tasmanian Passage um 34 mya setzte auch der Antarktische Zirkumpolarstrom ein. Dieser hatte insbesondere gravierende Auswirkungen auf die thermische Isolierung Antarktikas, da der Austausch mit äquatornahen warmen Gewässern stark verringert wurde. Die Erde trat in das gegenwärtige Känozoisches Eiszeitalter ein.
Von 15 bis 1,7 mya entstand infolge von Subduktionsprozessen mit der East Scotia Ridge ein Backarc-Rückensystem, das die Scotia-Platte von der Sandwichplatte trennt. An deren östlichem Rand entwickelte sich der vulkanische Bogen der Südlichen Sandwichinseln. Diese haben ein Alter zwischen 10 und 3 mya.

## Geologische Strukturen

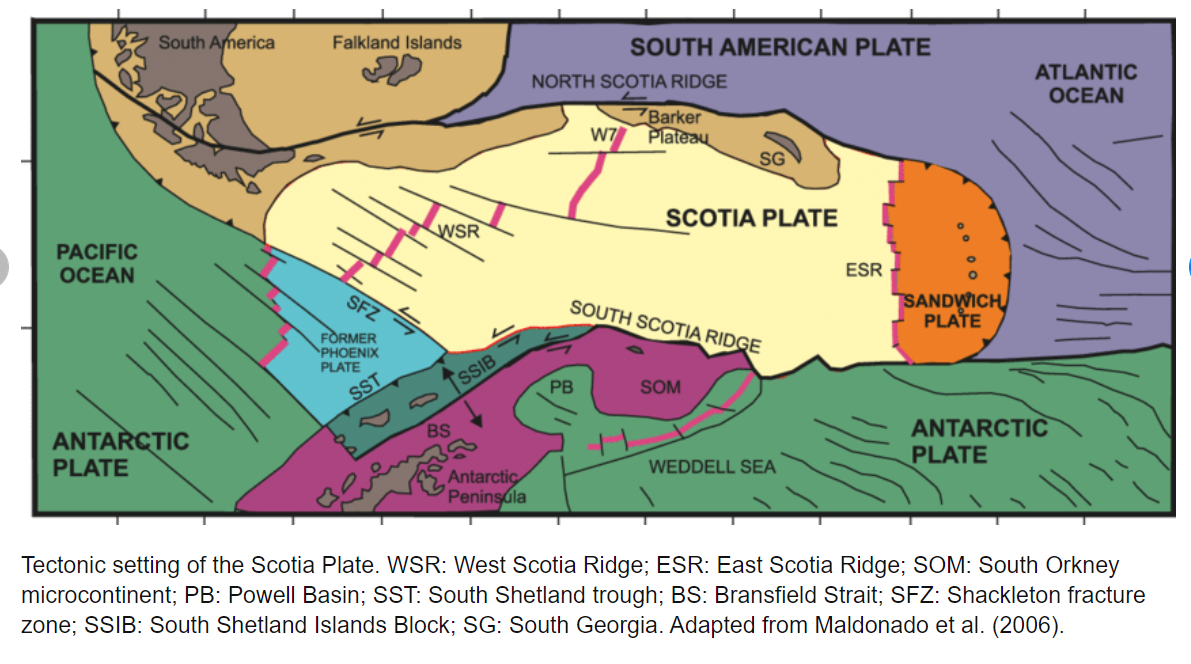
Scotia-Platte mit angrenzenden Kontinentalplatten und geologischen Verwerfungen
Lage der Scotia-Platte
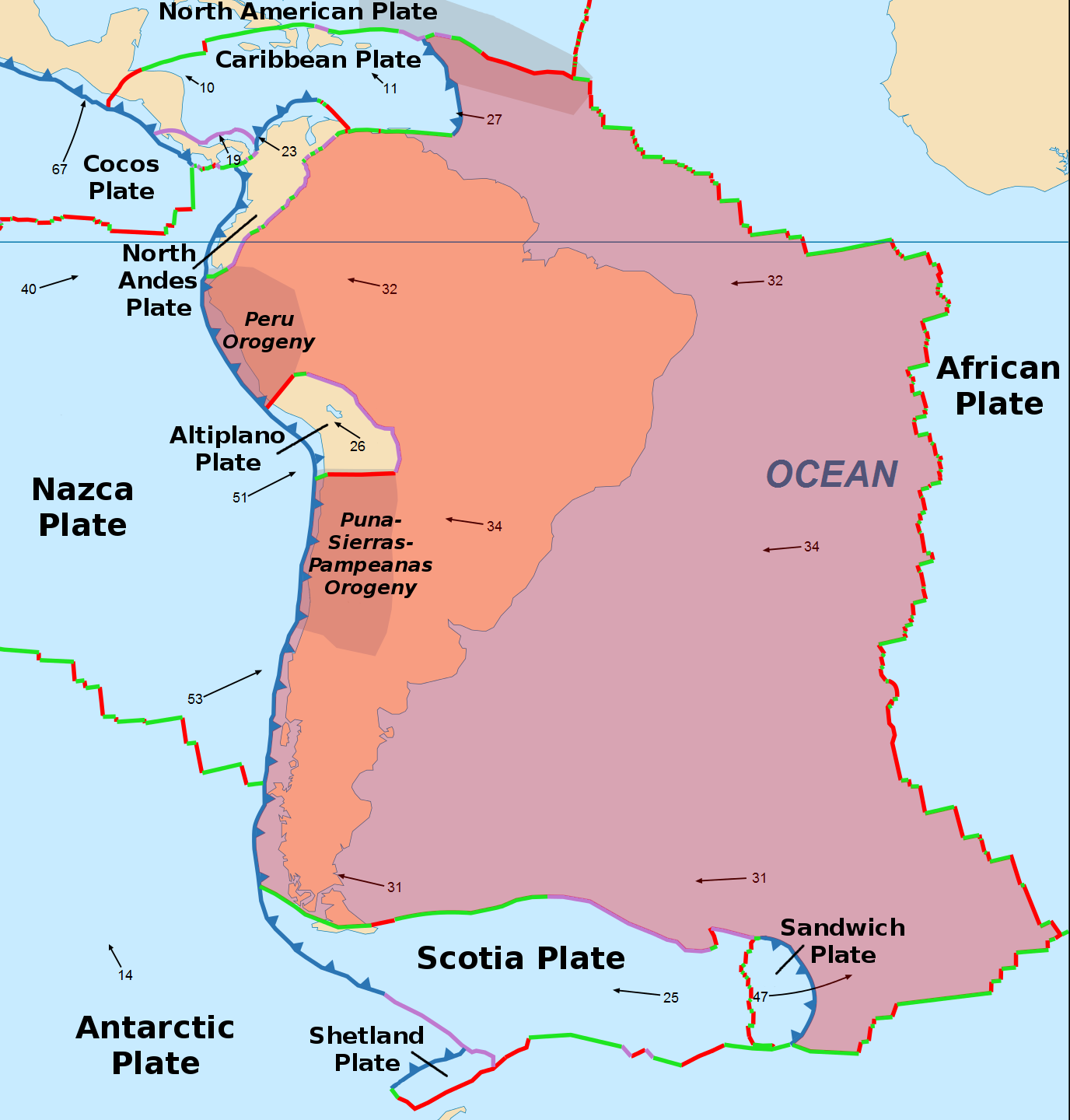
Karte der Südamerikanischen Platte
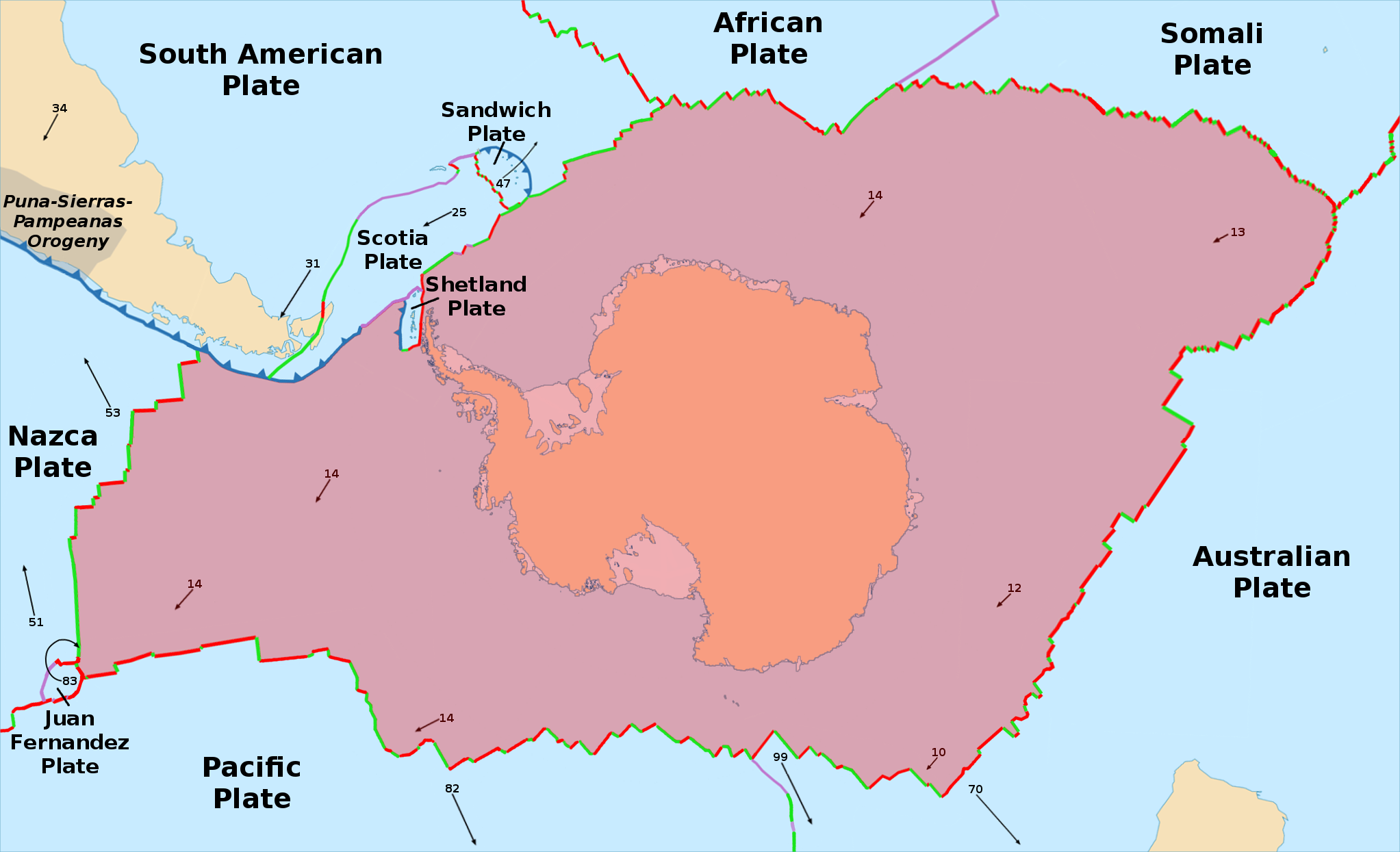
Karte der Antarktischen Platte

Die relativ kleine Scotia-Platte ist eine ozeanische Lithosphärenplatte, die den zentralen Teil des Scotia-Bogens bildet. Die Scotia-Platte erstreckt sich ca. 1800 Kilometer (km) in westöstlicher Richtung zwischen der Shackleton-Fraktur Zone und der East Scotia Ridge, einem aktiven Backarc-Spreizungssystem, das die Grenze zur kleinen Sandwichplatte bildet. In Süd-Nord-Richtung ist sie zwischen der South Scotia Ridge und der North Scotia Ridge ca. 780 km breit. Letztere bilden die tektonischen Grenzen zur Südamerikanischen Platte und der Antarktischen Platte. Während der zentrale und westliche Teil der Scotia-Platte auf Ozeanbodenspreizungen am West-Scotia-Rücken zurückzuführen ist, besteht der südöstliche Bereich aus einer komplexen Anordnung von kleinen subozeanischen Becken und Kontinentalblöcken mit unterschiedlichen Ausdehnungen. Sie sind während der nach Osten fortschreitenden Ausbreitung des Scotia-Bogens entstanden.
Der West Scotia Ridge ist ein markanter Ozeanrücken, der von der Shackleton Fracture Zone in nordöstlicher Richtung bis zum Barker Plateau verläuft. Dieses ist Bestandteil von kontinentalen Fragmenten, die sich am nördlichen Rand der Scotia-Platte befinden. Die Ozeanbodenspreizungen der West Sotia Ridge bildeten den größten Teil der ozeanischen Kruste im westlichen Bereich der Scotia-Platte und hatten maßgeblich die Ausformung des gesamten Scotia-Bogens beeinflusst. Die West Sotia Ridge ist in mehrere Spreizungssegmente gegliedert, die durch ostnordwestlich verlaufende Transformstörungen getrennt sind. Dieses Rückensystem war vermutlich zwischen 29 und 6 mya aktiv. Hypothesen postulieren, dass die ozeanische Kruste im südöstlichen Bereich der Scotia-Platte ca. 80 my alt sein könnte und mutmaßlich einen Teil eines ozeanischen Spreizungssystems beherbergt, der vom ursprünglichen Bogen der Südlichen Sandwichinseln überlagert wird.

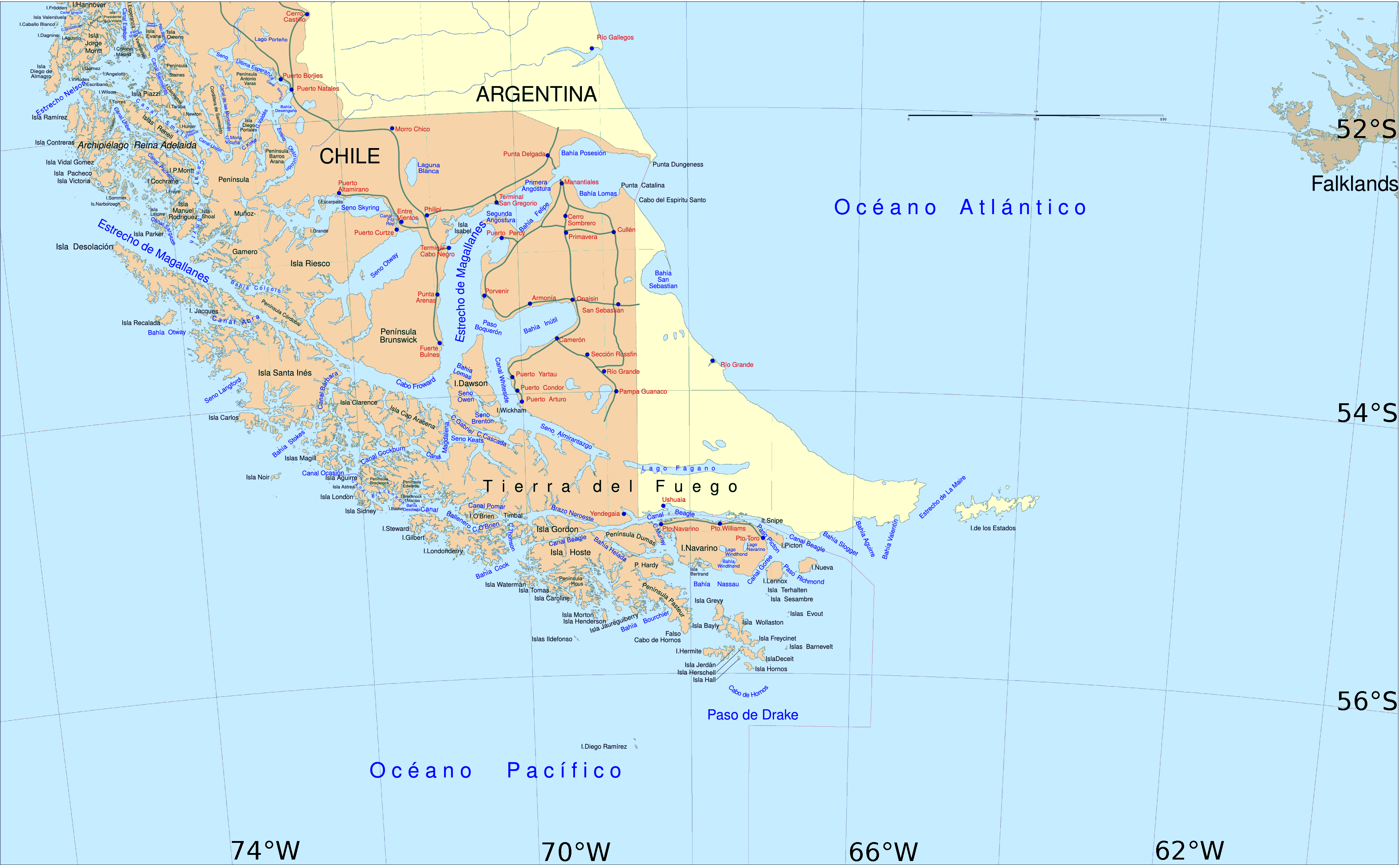
Lage von Tierra del Fuego
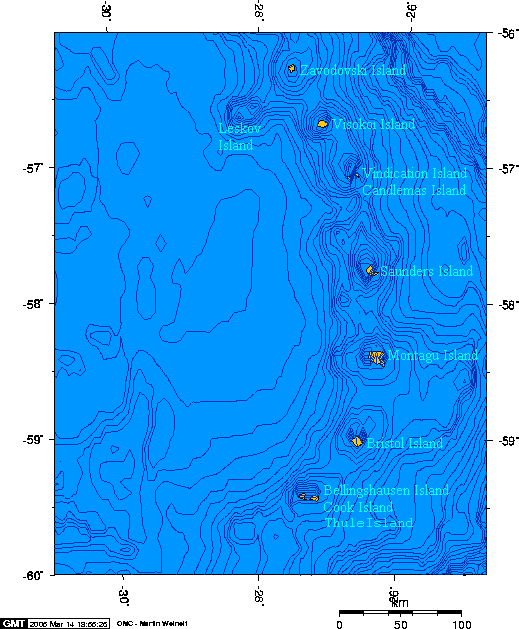
Karte der Südlichen Sandwichinseln
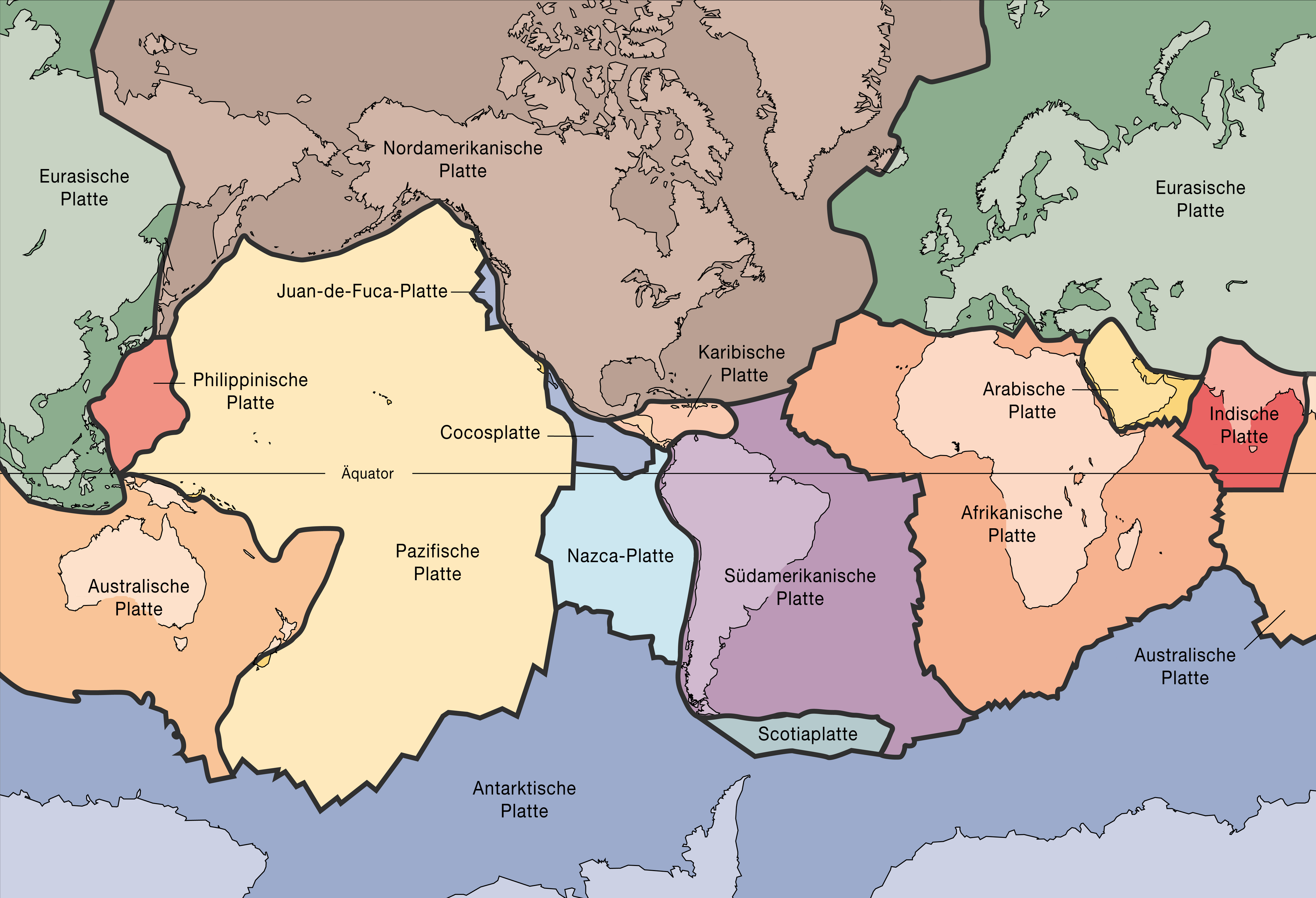
Lage der Nazca-Platte

Der North Scotia Ridge, der auch Magallanes-Fagnano-Verwerfung genannt wird, begrenzt den Scotia-Bogen nördlich. Tektonisch stellt er eine in Ost-West-Richtung verlaufende sinistrale (linksgerichte) Transformstörung an der Grenze zwischen der Südamerikanischen und der Scotia-Platte dar. Er verläuft ca. 3000 km vom Atacamagraben (Peru-Chile Trench) durch das mittlere Tierra del Fuego, weiter nördlich des Mikrokontinents Südgeorgien bis zur nördlichen East Scotia Ridge. Am Atacamagraben subduziert die Nazca-Platte unter die Südamerikanische Platte. Zwischen der North Scotia Ridge und der Scotia-Platte befinden sich kontinentale Krustensegmente, wie z. B. die Burdwood Bank, das Barker Plateau, die Shag Rocks, die Südlichen Sandwichinseln und die Clerke Rocks. Sie wurden während der Öffnung der Drakestraße bzw. der Formierung des Scotia-Bogens dorthin verschoben, angegliedert und werden durch den Malvinas/Falkland Trough von der Südamerikanischen Platte getrennt. Dieser Trough bildet einen Teil der North Scotia Ridge. Der North Scotia Ridge war zwischen ca. 28 und 6 mya aktiv.

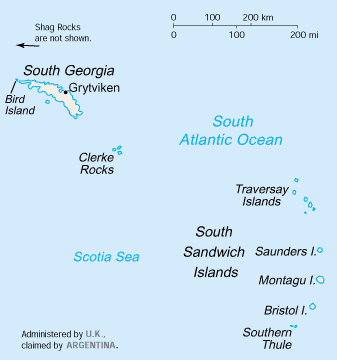
Lage von Südgeorgien und der Südlichen Orkneyinseln
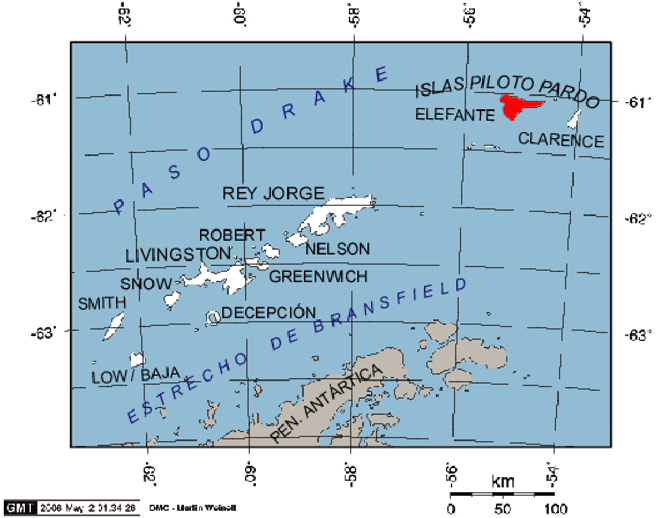
Lage von Elephant Island

Der South Scotia Ridge ist eine ca. 1200 km lange sinistrale Transformstörung und bildet die südliche Grenze der Scotia-Platte. Er schließt im Westen bei Elephant Island an die Shackleton Fracture Zone an, wo auch der Bransfield Trough endet. Der South Scotia Ridge Ridge verläuft weiter nördlich der Südlichen Orkneyinseln bis zum nördlichen Jane Basin, wo er in nördlicher Richtung abknickt und an den East Scotia Ridge anschließt. Dieser Rücken besteht aus kontinentalen Krustenfragmenten, die während der Öffnung der Drakestraße bzw. der Bildung der Scotia-Platte vor 28 bis 6 mya von der damals gemeinsamen südamerikanisch-antarktischen Landenge nach Osten transportiert wurden. Im nördlichen Teil der South Scotia Ridge liegen von West nach Ost das Ona Basin, der Terror Rise, das Protector Basin, die Pirie Bank, das Dove Basin, die Bruce Bank, das Scan Basin sowie die Discovery Bank und die Herdman Bank. Der Der South Scotia Ridge besteht aus zwei subparallele Rücken, dem nördlichen und südlichen Zweig des South Scotia Ridge, die durch eine zentrale Depression getrennt sind, die vier schmale Tiefen enthält. Die Fragmentierung des Kamms ist auf eine transtensionale Sinistralbewegung entlang der Grenze der Scotia-Antarktischen Platten zurückzuführen.

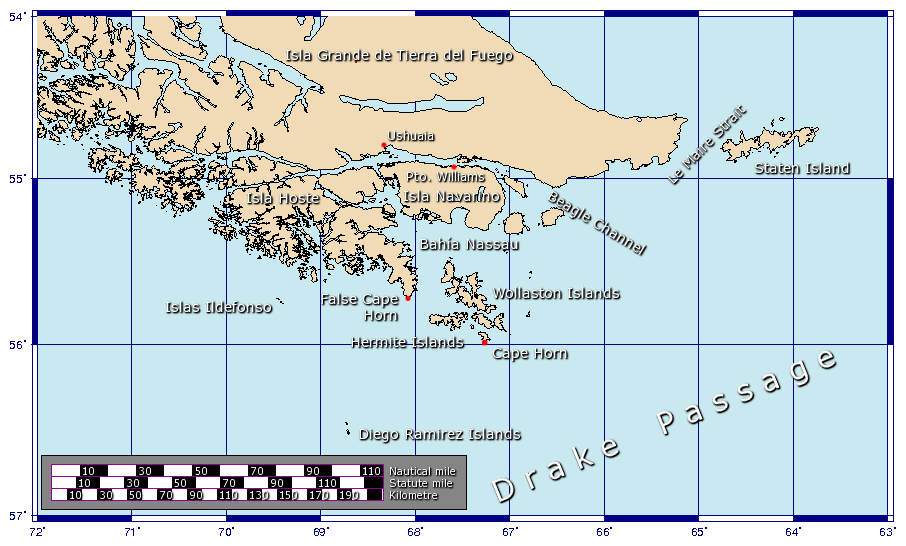
Lage von Kap Hoorn
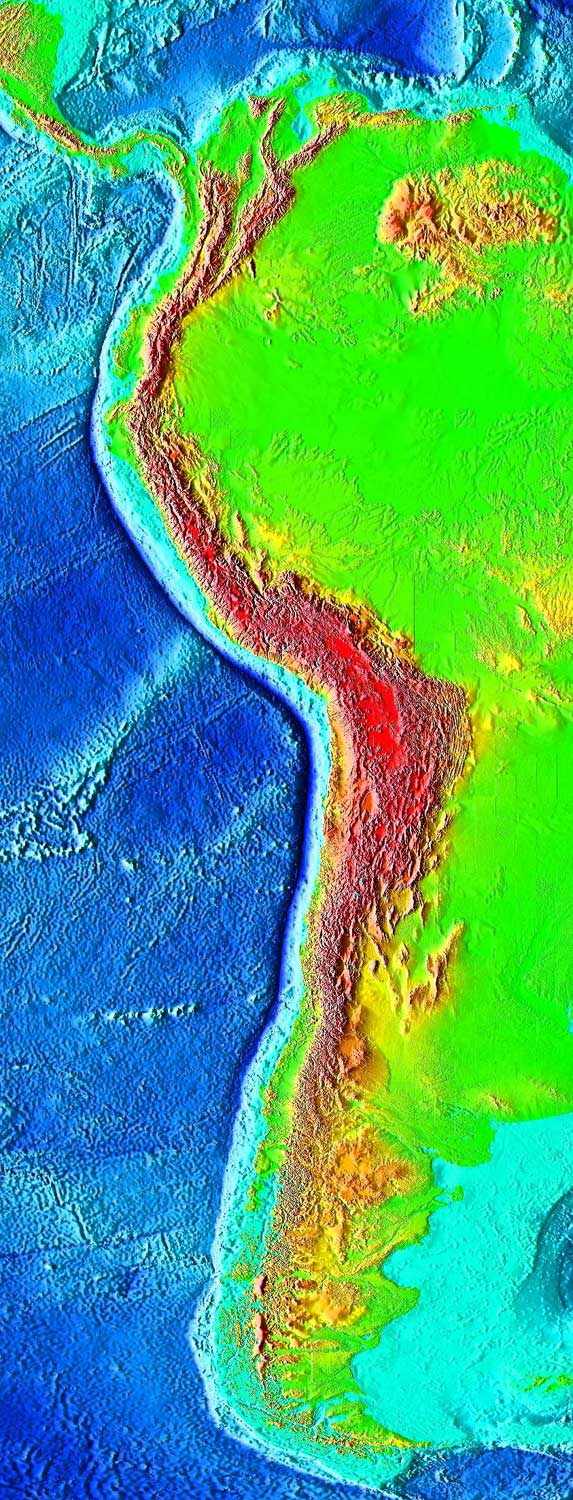
Verlauf des Atacamagrabens (Peru-Chile Trench)

Die Shackleton-Fraktur Zone ist ein ostnördlich verlaufender innerozeanischer ca. 800 km langer Rücken, der sich mehrere hundert bis tausend Meter über den Meeresboden erhebt. Sie verläuft vom westlichsten Ende der South Scotia Ridge bis südlich von Kap Hoorn und trennt somit die Scotia-Platte im Osten und die Antarktische sowie das Relikt der Phoenix-Platte im Westen. Letztere liegen im südöstlichen Teil des Pazifiks. Bei dieser Frakturzone handelt es sich um eine aktive transpressive und sinistrale Transformstörung mit einem komplexen System von Trögen, das sich entlang der Ostflanke des Krustenrückens entwickelt hat und geneigte und gedrehte Gesteinsblöcke und –säulen enthält. Derzeit treten noch tektonische Aktivitäten entlang des Reliefs auf. Die Shackleton-Fraktur Zone kann als Verlängerung des Atacamagrabens angesehen werden, an dem die Nazca-Platte unter die Südamerikanische Platte subduziert.

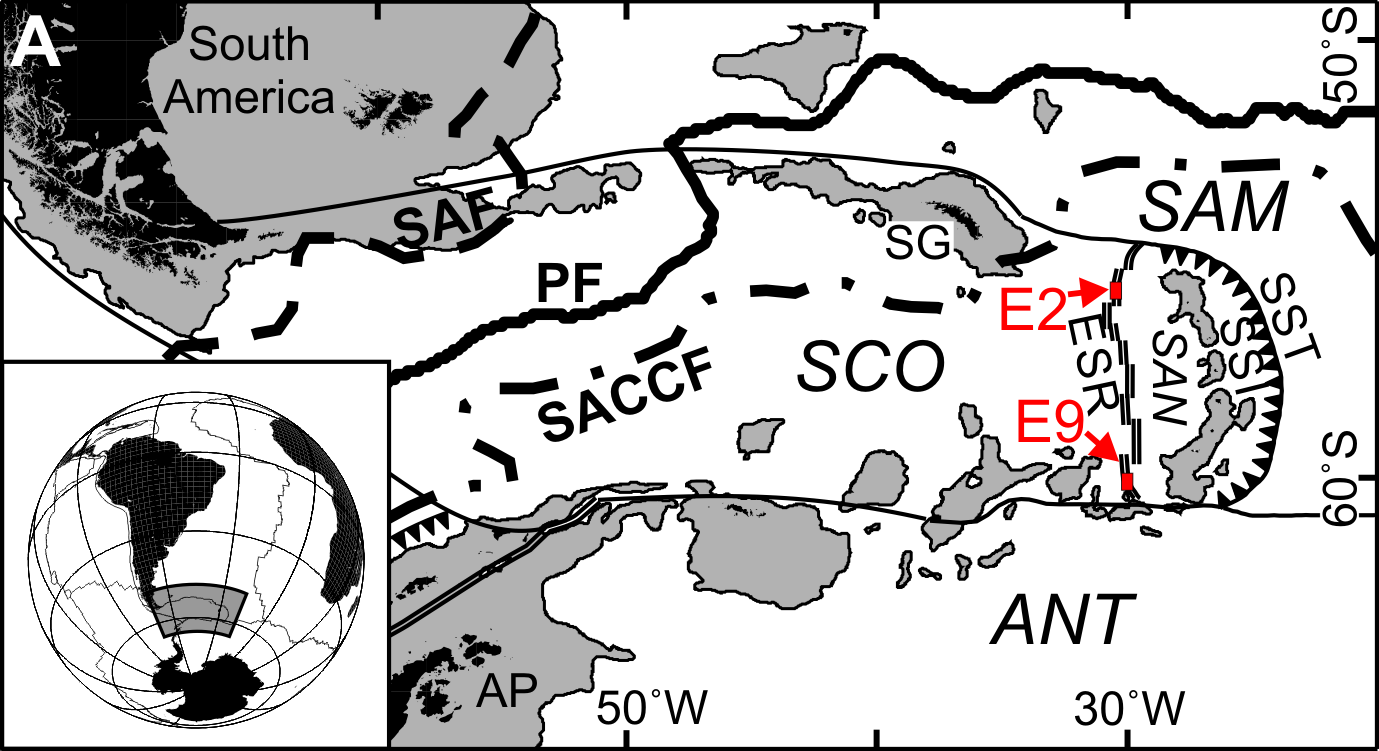
Lage der Sandwichplatte (SAN) und der East Scotia Ridge (ESR)

Der East Scotia Ridge ist ein intraozeanisches aktives Backarc-Spreizungssystem ohne Einflüsse von kontinentaler Kruste. Er trennt die Scotia-Platte von der Sandwichplatte und verläuft in südnördlicher Richtung südöstlich von Südgeorgien mit einer Länge von ca. 660 km zwischen der South Scotia Ridge und der North Scotia Ridge. Der East Scotia Ridge hat einen Abstand zum Süd-Sandwich-Graben (South Sandwich Trench) von ca. 250 bis 350 km. Gegliedert ist er in neun Hauptsegmente, die sich ebenfalls in südnördlicher Richtung erstrecken. Auf einigen von ihnen erheben sich vulkanische Rücken. Obwohl der Magmatismus entlang der East Scotia Ridge chemisch heterogen ist, stammen alle Magmen aus einer gemeinsamen Quellkomponente eines Mittelozeanischen Rückens (MORB). Unter dem zentralen Teil des Backarc-Systems scheint ein fast unveränderter MORB-Erdmantel zu liegen. Am nördlichen und südlichen Ende treten jedoch Subduktionskomponenten auf. Das Alter des Rückens wird mit 15 bis 1,7 mya angegeben.

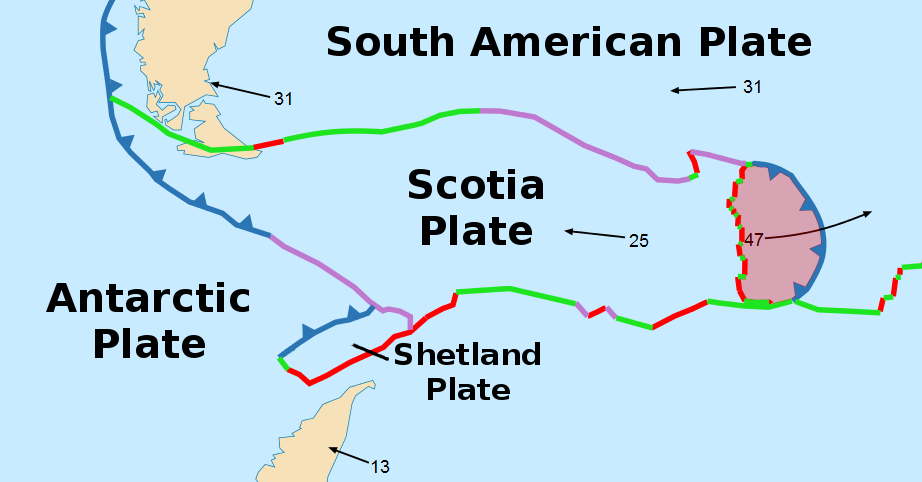
Lage der Sandwichplatte

Die Sandwichplatte ist eine ozeanische Mikroplatte. Sie befindet sich am östlichen Rand des Scotia-Bogens und grenzt westlich an die East Scotia Ridge und hat eine Länge von ca. 350 km und eine Breite ca. 650 km. Im Norden grenzt sie an die Südamerikanische Platte, im Süden an die Antarktische Platte. Entstanden ist sie durch nach Westen gerichtete Subduktion der Südamerikanischen Platte zwischen 35 und 28 mya. Die östliche Begrenzung der Sandwichplatte bildet die Subduktions-Tiefseerinne des Süd-Sandwich-Grabens (South Sandwich Trench).
An dieser entwickelte sich das ca. 150 km entfernte westlich liegende Vulkanbogensystem der Südlichen Sandwichinseln. Es besteht aus neun Hauptvulkanen und ca. 20 Seebergen (Seamounts). Sieben davon bilden weitgehend vergletscherte Inseln mit Gipfeln, die bis ca. 3,5 km über Grund liegen. Alle vulkanischen Inseln sind von 1 bis 10 km breiten, flachen Schelfen umgeben, die in der Regel weniger als 250 m tief sind. Sieben eisgefüllte oder submarine Calderen haben Durchmesser von 1,6 bis 6 km. Die meisten Vulkangebiete weisen rezente hydrothermale Quellen oder vulkanische Aktivitäten auf. Das Gesteinsspektrum besteht überwiegend aus Basalten und basaltischen Andesiten und hat ein Alter von 10 bis 3 mya.